# Championnat d'Europe masculin de volley-ball des moins de 19 ans 1995
Navigation
Slovaquie 1997
Le 1er championnat d'Europe de volley-ball masculin des moins de 19 ans s'est déroulé du 11 au 16 avril 1995 à Barcelone (Espagne).

## Déroulement de la compétition

### Composition des groupes
| Poule 1                                         | Poule 2                                         |
| ----------------------------------------------- | ----------------------------------------------- |
| Site : Barcelone Espagne France Pologne Ukraine | Site : Barcelone Croatie Italie Portugal Russie |

### Tour préliminaire

#### Poule 1
| No | Équipe  | Points | Matches | Matches | Matches | Sets | Sets   | Sets  | Points | Points | Points |
| No | Équipe  | Points | joués   | gagnés  | perdus  | pour | contre | Ratio | pour   | contre | Ratio  |
| -- | ------- | ------ | ------- | ------- | ------- | ---- | ------ | ----- | ------ | ------ | ------ |
| 1  | Pologne | 6      | 3       | 3       | 0       | 9    | 4      | 2.250 | 176    | 138    | 1.275  |
| 2  | France  | 5      | 3       | 2       | 1       | 6    | 4      | 1.500 | 125    | 127    | 0.984  |
| 3  | Espagne | 4      | 3       | 1       | 2       | 5    | 6      | 0.833 | 136    | 131    | 1.038  |
| 4  | Ukraine | 3      | 3       | 0       | 3       | 3    | 9      | 0.333 | 131    | 172    | 0.762  |

#### Poule 2
| No | Équipe   | Points | Matches | Matches | Matches | Sets | Sets   | Sets  | Points | Points | Points |
| No | Équipe   | Points | joués   | gagnés  | perdus  | pour | contre | Ratio | pour   | contre | Ratio  |
| -- | -------- | ------ | ------- | ------- | ------- | ---- | ------ | ----- | ------ | ------ | ------ |
| 1  | Russie   | 6      | 3       | 3       | 0       | 9    | 1      | 9.000 | 148    | 87     | 1.701  |
| 2  | Italie   | 5      | 3       | 2       | 1       | 7    | 3      | 2.333 | 125    | 118    | 1.059  |
| 3  | Croatie  | 4      | 3       | 1       | 2       | 3    | 6      | 0.500 | 102    | 132    | 0.773  |
| 4  | Portugal | 3      | 3       | 0       | 3       | 0    | 9      | 0.000 | 100    | 138    | 0.725  |

### Tour final

#### Classement 5-8
|  | Tour de classement                                | Tour de classement                     |          |   | 5e place                                    | 5e place                                    |
|  | Tour de classement                                | Tour de classement                     |          |   | 5e place                                    | 5e place                                    |
|  |                                                   |                                        |          |   |                                             |                                             |
|  | Barcelone, 15 avril (15:8 15:12 15:10)            | Barcelone, 15 avril (15:8 15:12 15:10) |          |   | Barcelone, 16 avril (15:10 17:16 7:15 15:9) | Barcelone, 16 avril (15:10 17:16 7:15 15:9) |
|  | Barcelone, 15 avril (15:8 15:12 15:10)            | Barcelone, 15 avril (15:8 15:12 15:10) |          |   | Barcelone, 16 avril (15:10 17:16 7:15 15:9) | Barcelone, 16 avril (15:10 17:16 7:15 15:9) |
|  | Ukraine                                           | 3                                      |          |   | Barcelone, 16 avril (15:10 17:16 7:15 15:9) | Barcelone, 16 avril (15:10 17:16 7:15 15:9) |
|  | Ukraine                                           | 3                                      |          |   | Barcelone, 16 avril (15:10 17:16 7:15 15:9) | Barcelone, 16 avril (15:10 17:16 7:15 15:9) |
|  | Croatie                                           | 0                                      |          |   | Barcelone, 16 avril (15:10 17:16 7:15 15:9) | Barcelone, 16 avril (15:10 17:16 7:15 15:9) |
|  | Croatie                                           | 0                                      | Ukraine  | 3 |                                             |                                             |
|  | Barcelone, 15 avril (9:15 15:12 15:9 11:15 15:12) |                                        | Ukraine  | 3 |                                             |                                             |
|  |                                                   | Espagne                                | 1        |   |                                             |                                             |
|  | Espagne                                           | Espagne                                | 1        | 3 |                                             |                                             |
|  | Espagne                                           |                                        |          | 3 |                                             |                                             |
|  | Portugal                                          | 2                                      |          |   |                                             |                                             |
|  | Portugal                                          | 2                                      | 7e place |   |                                             |                                             |
|  |                                                   |                                        |          |   |                                             |                                             |
|  | Barcelone, 16 avril (15:5 15:10 15:8)             |                                        |          |   |                                             |                                             |
|  |                                                   |                                        |          |   |                                             |                                             |
|  | Croatie                                           | 3                                      |          |   |                                             |                                             |
|  | Croatie                                           | 3                                      |          |   |                                             |                                             |
|  | Portugal                                          | 0                                      |          |   |                                             |                                             |
|  | Portugal                                          | 0                                      |          |   |                                             |                                             |

#### Classement 1-4
|  | Demi-finales                           | Demi-finales                          |                        |   | Finale                                      | Finale                                      |
|  | Demi-finales                           | Demi-finales                          |                        |   | Finale                                      | Finale                                      |
|  |                                        |                                       |                        |   |                                             |                                             |
|  | Barcelone, 15 avril (9:15 11:15 6:15)  | Barcelone, 15 avril (9:15 11:15 6:15) |                        |   | Barcelone, 16 avril (15:5 15:8 13:15 15:13) | Barcelone, 16 avril (15:5 15:8 13:15 15:13) |
|  | Barcelone, 15 avril (9:15 11:15 6:15)  | Barcelone, 15 avril (9:15 11:15 6:15) |                        |   | Barcelone, 16 avril (15:5 15:8 13:15 15:13) | Barcelone, 16 avril (15:5 15:8 13:15 15:13) |
|  | France                                 | 0                                     |                        |   | Barcelone, 16 avril (15:5 15:8 13:15 15:13) | Barcelone, 16 avril (15:5 15:8 13:15 15:13) |
|  | France                                 | 0                                     |                        |   | Barcelone, 16 avril (15:5 15:8 13:15 15:13) | Barcelone, 16 avril (15:5 15:8 13:15 15:13) |
|  | Russie                                 | 3                                     |                        |   | Barcelone, 16 avril (15:5 15:8 13:15 15:13) | Barcelone, 16 avril (15:5 15:8 13:15 15:13) |
|  | Russie                                 | 3                                     | Russie                 | 3 |                                             |                                             |
|  | Barcelone, 15 avril (6:15 5:15 2:15)   |                                       | Russie                 | 3 |                                             |                                             |
|  |                                        | Italie                                | 0                      |   |                                             |                                             |
|  | Pologne                                | Italie                                | 0                      | 0 |                                             |                                             |
|  | Pologne                                |                                       |                        | 0 |                                             |                                             |
|  | Italie                                 | 3                                     |                        |   |                                             |                                             |
|  | Italie                                 | 3                                     | Match pour la 3e place |   |                                             |                                             |
|  |                                        |                                       |                        |   |                                             |                                             |
|  | Barcelone, 16 avril (7:15 13:15 12:15) |                                       |                        |   |                                             |                                             |
|  |                                        |                                       |                        |   |                                             |                                             |
|  | France                                 | 0                                     |                        |   |                                             |                                             |
|  | France                                 | 0                                     |                        |   |                                             |                                             |
|  | Pologne                                | 3                                     |                        |   |                                             |                                             |
|  | Pologne                                | 3                                     |                        |   |                                             |                                             |

## Classement final
| Place              | Équipe   |
| ------------------ | -------- |
| Médaille d'or      | Russie   |
| Médaille d'argent  | Italie   |
| Médaille de bronze | Pologne  |
| 4                  | France   |
| 5                  | Ukraine  |
| 6                  | Espagne  |
| 7                  | Croatie  |
| 8                  | Portugal |